# Maria Bacana
Maria Bacana foi uma banda de rock do estado brasileiro da Bahia. Criada em 1995 durou até 1997, com interrupção a seguir; encerrou suas atividades em 2019, após um retorno que resultou no lançamento de um disco, no ano anterior.
Era composto inicialmente por André L. R. Mendes (vocal, baixo), Macello Medeiros (bateria) e Lelê (baixista).

## Histórico
O grupo surgiu no bairro do Bonfim, ensaiando na casa da avó do baterista, Macello Medeiros: do apoio recebido por "dona Maria" surgiu o nome do grupo; o "Bacana" fez com que o nome coincidisse com as iniciais do nome anterior da banda: "Master Brain", que tinha o estilo heavy metal - situação que durou até que um dos membros, André Mendes, conheceu o trabalho dos Mutantes e apresentou aos companheiros algumas composições. Também tiveram influência do Ratos de Porão, que mostraram o caminho para compor letras em português de rock pesado.
Com a gravação de uma fita-demo, contendo apenas três músicas, esta foi enviada para várias pessoas; uma delas, o jornalista Sergio Espirito Santo, que trabalhava com Dado Villa-Lobos na produção de um disco com bandas novas para sua gravadora, RockIt!: mais tarde Dado declarou: "Recebi uma fita K7 com três faixas e bateu na hora. Não existia vídeo, o material fotográfico era precário, sabíamos apenas que vinham de Salvador. Foi só a musica. A música contagiou a todos no escritório e logo pensamos em como viabilizar o projeto de um disco. Era algo que estávamos buscando"
A banda começou a tocar na capital baiana, até que finalmente em 1995 no Rio de Janeiro, durante o festival Humaitá pra Peixe houve o lançamento do disco coletânea Brasil Compacto da RockIt!, contendo uma música do Maria Bacana; também se apresentaram no evento Raimundos, Planet Hemp, Rappa e Little Quail, e o Maria Bacana foi elogiado pela crítica presente (a revista Bizz chamou-os de "Legião Bacana", comparando-os ao grupo Legião Urbana).
Como prêmio pela participação no festival, o grupo realizou um clipe da música "Caroline", que foi exibido pela MTV com frequência; em 1996, com produção de Villa-Lobos e Tom Capone, gravaram seu primeiro disco que, apesar do apoio da equipe da Legião Urbana, a crise gerada pela morte de Renato Russo fez com que toda a organização necessária para sua divulgação se dispersasse, além de ser um passo grande para a gravadora RockIt!, pequena e sem recursos, conseguir realizar sua promoção, que acabou não acontecendo.
Tocaram em vários festivais, fizeram abertura de shows de grandes nomes da música brasileira; logo depois o baixista Lelê se desligou e, mesmo com a tentativa de substituição, a gravação de novo álbum não progrediu, desta feita junto a Rafael Ramos, produtor dos Mamonas Assassinas e mais tarde de Pitty, mas por fim restaram sem empresário, fruto da escolha dos músicos de não se mudarem e permanecerem vivendo na cidade de Salvador-BA.
Em 2018 realizaram alguns shows e, com ajuda de financiamento coletivo, lançaram seu último álbum. Após mais um desligamento do baixista Lelê, no dia 30 de agosto de 2019 anunciaram nas redes sociais o fim da banda, .

## Discografia
- Maria Bacana (RockIt!, 1996)[1]
- A Vida Boa Que Tem Os Dias Que Brincam Leves (2018)[2]